# Afurcagobius
Afurcagobius es un género de peces de la familia de los Gobiidae en el orden de los Perciformes.

## Especies
- Afurcagobius suppositus (Sauvage, 1880)
- Afurcagobius tamarensis (Johnston, 1883)